# Draft de la NBA Development League de 2007
El Draft de la NBA Development League de 2007 se celebró el día 1 de noviembre de 2007. Constó de 10 rondas.

## Selecciones del draft
| PG | Base | SG | Escolta | SF | Alero | PF | Ala Pívot | C | Pívot |

### Primera ronda
| Pick | Jugador                                           | Pos. | Nacionalidad              | Equipo                   | Universidad / Club      |
| ---- | ------------------------------------------------- | ---- | ------------------------- | ------------------------ | ----------------------- |
| 1    | Eddie Gill                                        | PG   | Estados Unidos            | Colorado 14ers           | Weber State             |
| 2    | Carlos Powell                                     | SF   | Estados Unidos            | Dakota Wizards           | South Carolina          |
| 3    | Darvin Ham                                        | SF   | Estados Unidos            | New Mexico Thunderbirds  | Texas Tech              |
| 4    | Jamaal Tatum                                      | PG   | Estados Unidos            | Idaho Stampede           | Southern Illinois       |
| 5    | C.J. Watson                                       | PG   | Estados Unidos            | Rio Grande Valley Vipers | Tennessee               |
| 6    | Nik Caner-Medley                                  | SF   | Estados Unidos Azerbaiyán | Sioux Falls Skyforce     | Maryland                |
| 7    | Larry Turner                                      | C    | Estados Unidos            | Fort Wayne Mad Ants      | Tennessee State         |
| 8    | Jelani McCoy                                      | PF   | Estados Unidos            | Los Angeles D-Fenders    | UCLA                    |
| 9    | Kedrick Brown                                     | SG   | Estados Unidos            | Anaheim Arsenal          | Northwest Florida State |
| 10   | Kevin Kruger                                      | SG   | Estados Unidos            | Utah Flash               | UNLV                    |
| 11   | Glen McGowan                                      | SF   | Estados Unidos            | Tulsa 66ers              | Pepperdine              |
| 12   | Kevin Pittsnogle                                  | C    | Estados Unidos            | Austin Toros             | West Virginia           |
| 13   | Los Bakersfield Jam perdieron el derecho a elegir |      |                           |                          |                         |
| 14   | Dwayne Mitchell                                   | SG   | Estados Unidos            | Iowa Energy              | Louisiana-Lafayette     |

### Segunda ronda
| Pick | Jugador         | Pos. | Nacionalidad   | Equipo                   | Universidad / Club       |
| ---- | --------------- | ---- | -------------- | ------------------------ | ------------------------ |
| 1    | Jahsha Bluntt   | SG   | Estados Unidos | Iowa Energy              | Delaware State           |
| 2    | Jamison Brewer  | PG   | Estados Unidos | Bakersfield Jam          | Auburn                   |
| 3    | Squeaky Johnson | PG   | Estados Unidos | Austin Toros             | Alabama-Birmingham       |
| 4    | Adam Harrington | G    | Estados Unidos | Tulsa 66ers              | Auburn                   |
| 5    | Michael Cuffee  | SG   | Estados Unidos | Utah Flash               | Middle Tennessee         |
| 6    | Ivan Johnson    | PF   | Estados Unidos | Anaheim Arsenal          | Cal State San Bernardino |
| 7    | Robert Whaley   | C    | Estados Unidos | Los Angeles D-Fenders    | Walsh*                   |
| 8    | Lukasz Obrzut   | C    | Polonia        | Fort Wayne Mad Ants      | Kentucky                 |
| 9    | Carl Elliott    | PG   | Estados Unidos | Sioux Falls Skyforce     | George Washington        |
| 10   | Quin Humphrey   | PG   | Estados Unidos | Rio Grande Valley Vipers | Youngstown State         |
| 11   | Brent Petway    | SF   | Estados Unidos | Idaho Stampede           | Michigan                 |
| 12   | Daniel Horton   | SG   | Estados Unidos | Albuquerque Thunderbirds | Michigan                 |
| 13   | David Palmer    | SF   | Estados Unidos | Dakota Wizards           | Southern Utah            |
| 14   | Kelly Whitney   | PF   | Estados Unidos | Colorado 14ers           | Seton Hall               |

### Tercera ronda
| Pick | Jugador              | Pos. | Nacionalidad        | Equipo                   | Universidad / Club      |
| ---- | -------------------- | ---- | ------------------- | ------------------------ | ----------------------- |
| 1    | Julian Sensley       | PF   | Estados Unidos      | Colorado 14ers           | Hawaiʻi                 |
| 2    | Kibwe Trim           | PF   | Trinidad y Tobago   | Dakota Wizards           | Sacred Heart            |
| 3    | James Smith          | C    | Estados Unidos      | New Mexico Thunderbirds  | Marist                  |
| 4    | Ricky Woods          | SF   | Estados Unidos      | Idaho Stampede           | Southeastern Louisiana* |
| 5    | John Davis           | SF   | Estados Unidos      | Rio Grande Valley Vipers | Tarleton State*         |
| 6    | Jason Klotz          | PF   | Estados Unidos      | Sioux Falls Skyforce     | Texas                   |
| 7    | Corey Minnifield     | SF   | Estados Unidos      | Fort Wayne Mad Ants      | Loyola (IL)             |
| 8    | Marcus White         | SF   | Estados Unidos      | Los Angeles D-Fenders    | Purdue                  |
| 9    | Anthony Harris       | SG   | Estados Unidos      | Anaheim Arsenal          | Miami (FL)              |
| 10   | Aleksandar Ugrinoski | PG   | Macedonia del Norte | Utah Flash               | KK Cibona               |
| 11   | Dwight Brewington    | SG   | Estados Unidos      | Tulsa 66ers              | Liberty                 |
| 12   | Melvin Council       | PG   | Estados Unidos      | Austin Toros             | Robert Morris           |
| 13   | James Peters         | PG   | Estados Unidos      | Bakersfield Jam          | UNLV                    |
| 14   | Nick Lewis           | PF   | Estados Unidos      | Iowa Energy              | San Diego               |